# Microxydia fulvicollis
Microxydia fulvicollis là một loài bướm đêm trong họ Geometridae.